# Obsjtina Guljantsi
Obsjtina Guljantsi (bulgariska: Община Гулянци) är en kommun i Bulgarien.   Den ligger i regionen Pleven, i den norra delen av landet, 150 km nordost om huvudstaden Sofia.
Obsjtina Guljantsi delas in i:
- Brest
- Gigen
- Iskăr
- Dolni Vit
- Dăbovan
- Zagrazjden
- Lenkovo
- Milkovitsa
- Somovit
- Kreta
- Sjijakovo

Följande samhällen finns i Obsjtina Guljantsi:
- Guljantsi

Trakten runt Obsjtina Guljantsi består till största delen av jordbruksmark. Runt Obsjtina Guljantsi är det ganska glesbefolkat, med 32 invånare per kvadratkilometer.